# Grajseljići (jezero)
Jezero Grajseljići se nalazi u Bosni i Hercegovini, na putu Kalinovik – Ljuta. Jezero je dugačko oko 250 metara, a široko oko 100 metara.